# Julio Marato
Julio Marato o Maratho (latín: Julius Marathus) fue un liberto, confidente de Augusto. Escribió un libro, perdido, acerca de la vida de este emperador, mencionado por Suetonio. El único fragmento conservado, en la cita aludida, cuenta que:

....pocos meses antes de su nacimiento [el de Octavio], acaeció en Roma un prodigio del que fueron testigos todos sus habitantes y que significaba que la Naturaleza preparaba un rey para el pueblo romano. Asustado, el Senado prohibió criar a los niños que naciesen en aquel año; pero aquellos cuyas esposas estaban encintas, esperando cada cual que la predicción lo favoreciese, consiguieron impedir que tal senadoconsulto fuese registrado en los archivos [con lo cual no se podía aplica la ley].
Suetonio, Vidas de los Doce Césares II, Augusto 94:3

Según Thomas Wiedemann, su apodo Marathus podría provenir de la localidad de Marathos, cerca de Tartús y rival de Arad, en la costa de Fenicia.